# ابراء (إبراء)
ابراء منطقة سكنية تقع في ولاية إبراء، التابعة لمحافظة شمال الشرقية في سلطنة عمان. يقدر عدد سكانها بـ 14551 نسمة حسب إحصاء عام 2010 التابع للمركز الوطني للإحصاء والمعلومات الحكومي. رمز المنطقة هو 90100000.

## الوصلات الخارجية
- المركز الوطني للإحصاء والمعلومات، سلطنة عمان